# Pic de la Pez
El Pic de la Pez és una muntanya de 3.024 m d'altitud, amb una prominència de 66 m, que es troba al massís de Bachimala, a la província d'Osca (Aragó).